# Graham Norton
Pour les articles homonymes, voir Norton.
Graham William Walker, né le 4 avril 1963 à Dublin (Irlande), mieux connu sous le nom de scène Graham Norton, est un comédien, acteur, auteur et animateur de télévision irlandais. Connu pour son travail au Royaume-Uni, il a remporté cinq fois le BAFTA TV Award pour son émission de talk-show The Graham Norton Show (en) (2007-présent) et huit fois au total. Il a remporté trois fois le British Academy Television Award for Best Entertainment Performance pour So Graham Norton (en) (2000-2002). Initialement diffusée sur BBC Two avant de passer à d'autres créneaux horaires sur BBC One, son émission de talk-show a succédé à Friday Night with Jonathan Ross dans la prestigieuse case horaire du vendredi soir tardif de BBC One en 2010.
De 2010 à 2020, Norton a présenté la tranche horaire du samedi matin sur BBC Radio 2. En 2021, il a commencé à présenter le samedi et le dimanche sur Virgin Radio UK. Depuis 2009, il est le commentateur télévisé de la BBC pour le Eurovision Song Contest, ce qui a conduit Hot Press à le décrire comme "la réponse du XXIe siècle à Terry Wogan". Il a été remarqué pour son dialogue chargé d'innuendo et son style de présentation flamboyant. Avant de s'établir en tant que présentateur, Norton est apparu dans trois épisodes du sitcom multiprimé de Channel 4 Father Ted sous le nom de Father Noel Furlong. En 2012, il a vendu sa société de production, So Television, à ITV pour environ 17 millions de livres sterling. En 2019, il est devenu juge dans RuPaul's Drag Race UK

## Biographie

### Famille
Graham Norton est né Graham William Walker le 4 avril 1963 au 48, St Brigid's Road, à Clondalkin, Comté de Dublin, Irlande, de William "Billy" (décédé en 2000), représentant des ventes pour Guinness, et Rhoda Walker. Il a une sœur aînée, Paula. Il a grandi dans une famille protestante (Église d'Irlande) dans la ville de Bandon, Comté de Cork, ce qui, selon lui, l'a fait se sentir un peu isolé. La famille de son père était originaire du Comté de Wicklow, tandis que sa mère est native de Belfast. Il a découvert lors d'un épisode de 2007 de la série généalogique Who Do You Think You Are? que les ancêtres directs de son père étaient anglais, ayant pour origine le Yorkshire avant d'émigrer en Irlande en 1713.

### Études et formation
Norton a fait ses études à la Bandon Grammar School dans le Comté de Cork puis à l'University College Cork, où il a passé deux ans à étudier l'anglais et le français dans les années 1980, mais n'a pas terminé ses études après avoir eu une dépression et refusé de quitter son appartement. Il a par la suite reçu un doctorat honorifique de l'université en 2013. À la fin des années 1980, il a déménagé à Londres pour suivre les cours de la Central School of Speech and Drama. Il a également travaillé en tant que serveur à cette époque. Lorsqu'il a rejoint le syndicat des acteurs Equity, il a choisi Norton (le nom de jeune fille de son arrière-grand-mère) comme nouveau nom de famille, car il y avait déjà un acteur appelé Graham Walker représenté par le syndicat,.
En 1989, il est victime d'une agression, lors de laquelle il déclarera plus tard « avoir perdu plus de la moitié de son sang ».

### Carrière
En 1992, le numéro de stand-up comique en drag de Norton, où il se déguisait en Mère Teresa de Calcutta avec un torchon, au Edinburgh Festival Fringe a fait la presse lorsque le département des affaires religieuses de la Scottish Television a cru par erreur qu'il représentait la véritable Mère Teresa. Ses premières apparitions dans la diffusion étaient au Royaume-Uni, où il avait une place en tant que comédien régulier et panéliste sur l'émission de BBC Radio 4 Loose Ends au début des années 1990, lorsque l'émission passait le samedi matin. Il a été l'un des premiers succès de Channel 5, remportant un prix en tant qu'animateur remplaçant d'une émission de télévision en soirée tardive généralement présentée par Jack Docherty (en),. Ceci a été suivi par un jeu télévisé comique sur Channel 5 intitulé Bring Me the Head of Light Entertainment, qui n'a pas été bien reçu en tant qu'émission, mais a renforcé la réputation de Norton en tant que comédien et animateur. En 1996, il a co-animé le jeu télévisé en soirée Carnal Knowledge sur ITV avec Maria McErlane (en).
Il débute à la radio comme comédien dans le show Loose Ends sur BBC Radio 4. Il travaille ensuite pour Channel 5 où il présente un talk-show en fin de programme. Il présente en 1997 un quiz show sur la même chaîne intitulé Bring me the head of light entertainment. En 1996 il présente sur ITV le quiz show Carnal Knowledge (en). Dans la série Father Ted il joue le rôle du père Noel Furlong dans trois épisodes entre 1996 et 1998. Devenu un acteur comique reconnu et populaire, en 2004 il part aux États-Unis où il présente Carnal Knowledge (en) sur Comedy Central.
Depuis 2007, il présente un talk-show appelé The Graham Norton Show (en), diffusé sur les chaînes britanniques BBC Two puis BBC One.
À partir de 2008, il commente le Concours Eurovision de la chanson sur la BBC. 
Depuis 2019, Graham Norton siège comme juge dans l'émission RuPaul's Drag Race UK.
Le 13 mai 2023, il coprésente avec Hannah Waddingham, Julia Sanina et Alesha Dixon, la finale du Concours Eurovision de la chanson à Liverpool.